# アブドルカーデル・バージャンマール
アブドルカーディル・バージャンマール（アラビア語: عبد القادر باجمال、Abd-al-Qadir Ba-Jammal、1946年2月18日 - 2020年9月7日）は、イエメンの政治家。元イエメン共和国首相。

## 生涯
サナア出身。国民全体会議に所属。1998年から2001年まで外務大臣。2001年3月31日から2007年3月31日まで同国首相（第5代）を務めた。
2008年4月26日にシンガポールにて暗殺未遂事件が起き、その影響で2回の脳卒中を起こし、以降は昏睡状態となった。2020年9月7日、アラブ首長国連邦ドバイで死去。